# Площанський Михайло Васильович

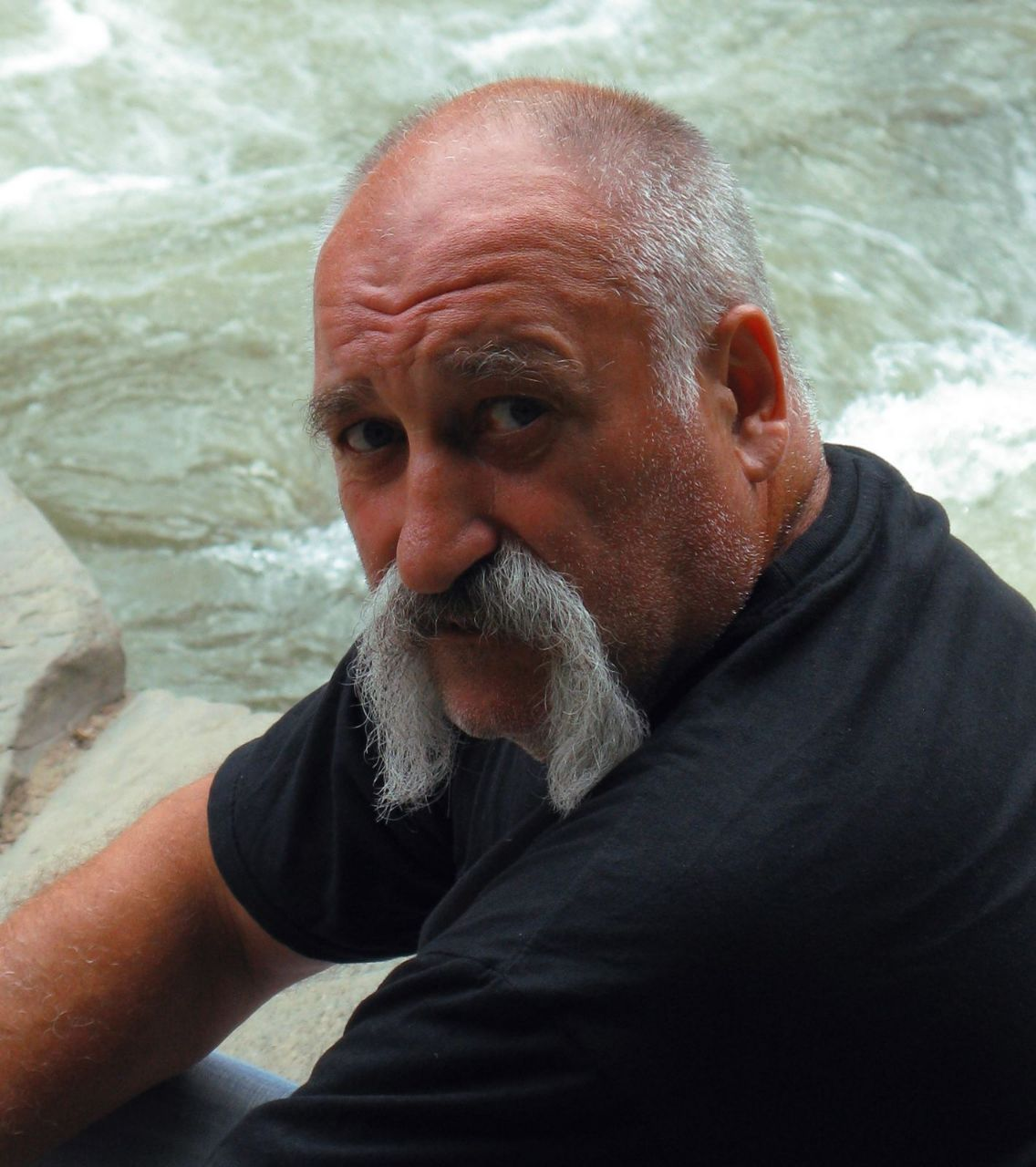

Михайло Васильович Площанський (4 лютого 1948, Рожнятів, Івано-Франківська обл. - 2 вересня 2022, м.Вінниця) — український скульптор-монументаліст, кераміст, художник декоративно-прикладного мистецтва, член Національної Спілки художників України (1977), член Всеукраїнського товариства політичних в'язнів і репресованих.
Батько графічної дизайнерки Богдани Площанської (Dana Ploshchanska) і художниці-реставраторки, іконописиці Мирослави Площанської (Mira Ploshchanska).

## Життєпис
Народився 4 лютого 1948 в місті Рожнятів, Івано-Франківської області. Восени 1950 року родину Михайла Площанського, як прибічників Організації Українських Націоналістів було репресовано та вислано до Сибіру, Тайшетський район Іркутської області з конфіскацією майна. Батько — Василь Площанський, загинув від рук енкаведистів у 1951 році.
У 1958 році мати — Ганна Площанська з дітьми повернулася до Рожнятова. Михайло продовжив навчання в місцевій школі, яку закінчив у 1966 році.
У 1970 році вступив до Львівського державного інституту декоративно-прикладного мистецтва (тепер Львівська Національна Академія Мистецтв) на денне відділення кафедри кераміки. Викладачі з фаху: Д. Крвавич, І. Якунін, В. Борисенко, О. О. Пилєв, В. Овсійчук.
По закінченні інституту, у 1975 році, за направленням вузу потрапляє до міста Вінниці в художньо-виробничий комбінат Художнього фонду України. У цей період автор працює в галузі пластики малих форм у техніці шамоту та теракоти. 

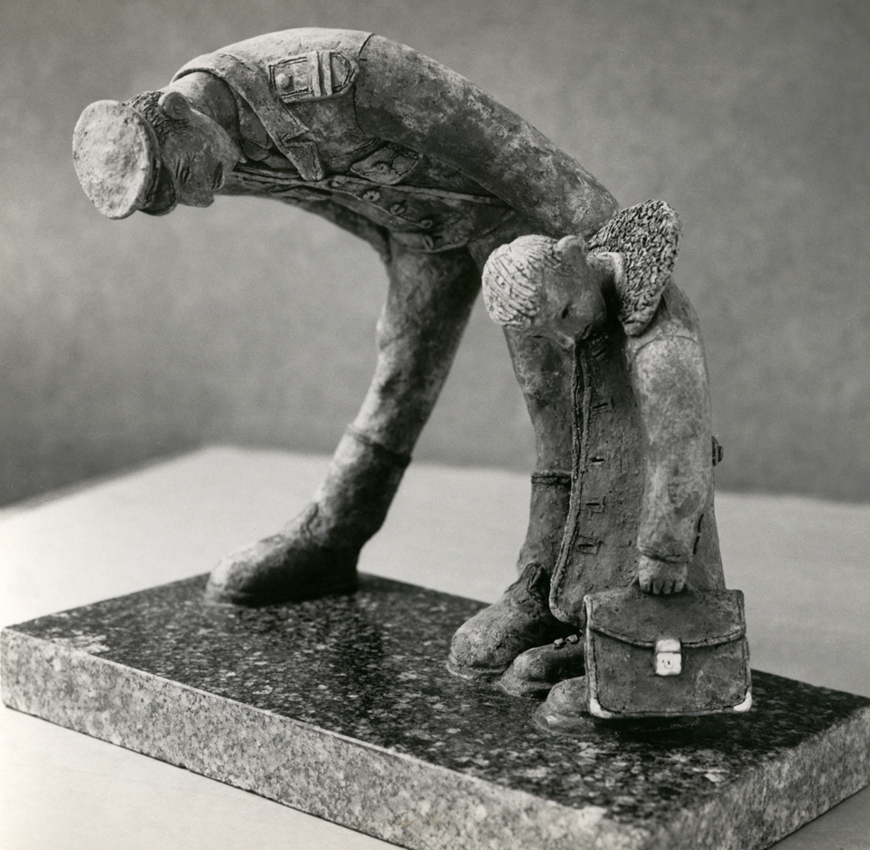
"Провинився" 1977р. Автор Площанський Михайло

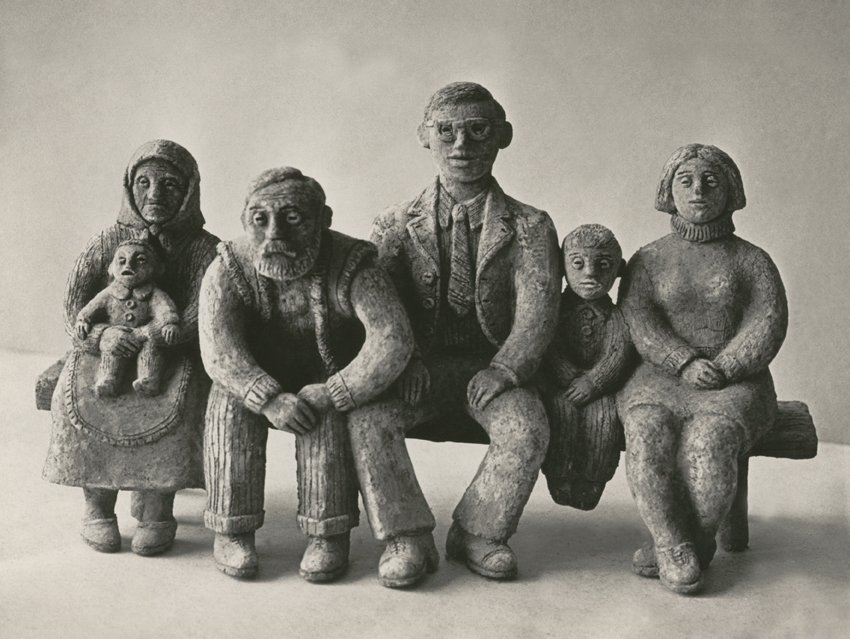
"Грає "Динамо" Київ" 1975р. Автор Площанський Михайло

Ним були створені такі роботи як: "Лісоруби" (1975р.), «Зварювальники" (1976р.), "Будинок здають" (1976р.), "Шліфувальник"(1976р.) "Грає Динамо Київ" (1975р.), "Провинився" (1977р), "Штукатури"(інша назва "На канікулах")(1977р.), "Бетонувальники" (1980р.), "Штукатури" (1980р.), "Перетягують канат", "Толока", "Міський швець", "Регбі", "Спека" (1985р.)
Михайло Площанський стає лауреатом Всесоюзного конкурсу молодих митців, що відбувався у Москві, та отримує медаль і грошову премію. Бере активну участь у багатьох республіканських, обласних виставках. У 1977 році Михайла Площанського приймають у Спілку художників СРСР В 1989 році ініціює, й споруджує погруддя М. Пирогову в місті Літин. В 1999 році скульптор створює пам'ятникик загиблим воїнам у Великій Вітчизняній війні у Погребищенському та Мурованокуриловецькому районах, декількох декоративно-мозаїчних панно на фасадах навчальних закладів Вінниці та курортів Хмільника.
Михайло Площанський брав участь у реставрації (з 1992 р.) храму Непорочного Зачаття Пресвятої Діви Марії монастиря Босих Кармелітів у місті Бердичів Житомирської області. Ним було проведено роботи з реконструкції декоративних елементів інтер'єру та екстер'єру Санктуарію.

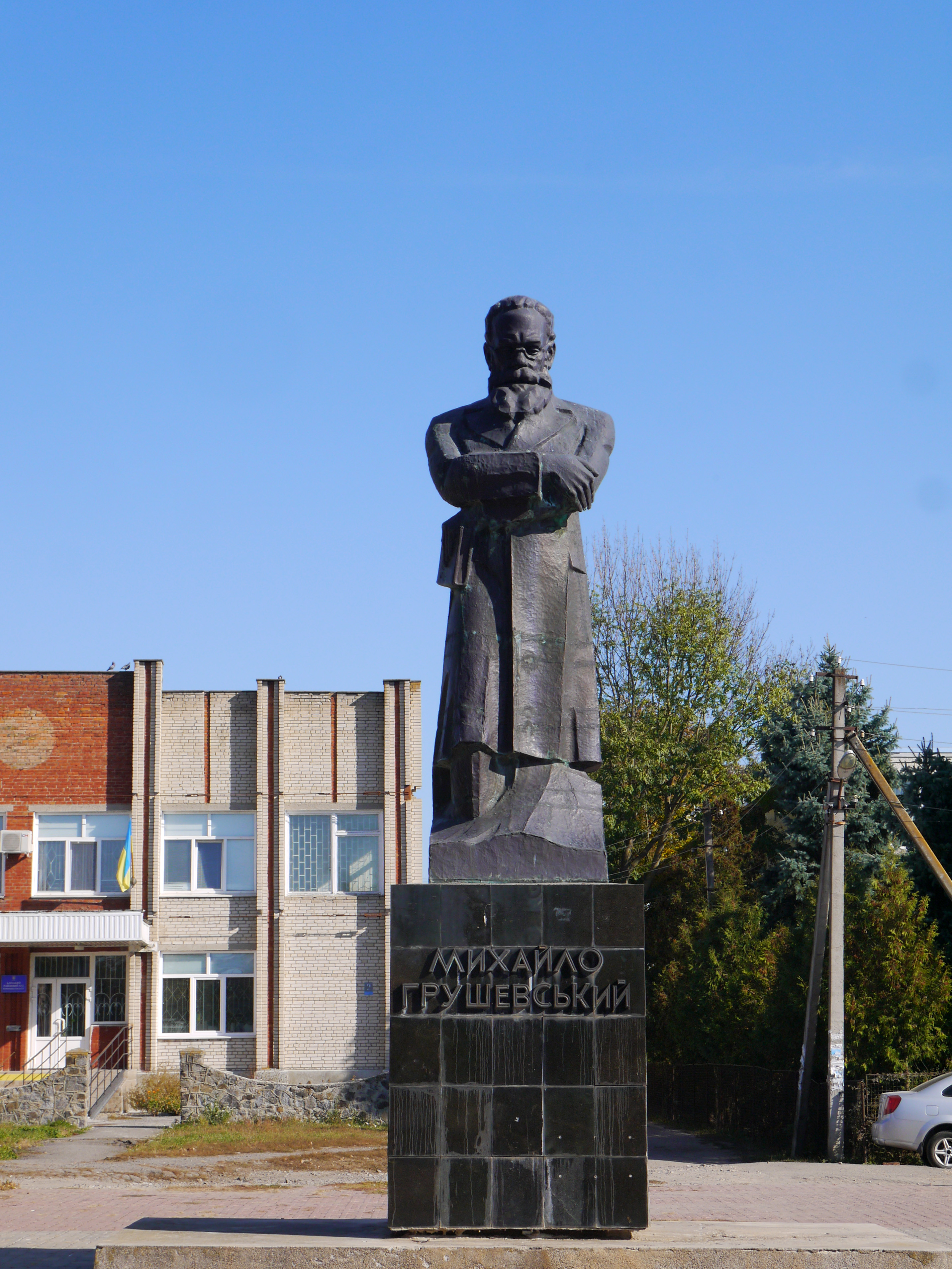
Пам'ятник Грушевському у Барі

Справжнім піднесенням для творчості скульптора-монументаліста стала така визначна подія в долі українського народу, як здобуття Незалежності України. Як справжній патріот М. Площанський став ініціатором створення та автором пам'ятника першому Президенту України М. Грушевському у місті Бар (2001 р.). На той час це був третій пам'ятник видатному державотворцю — після Львова та Києва.
Митець є автором кількох меморіальних дощок державним та громадським діячам України. У 2005 році на фасаді середньої школи № 4 міста Бар встановлено пам'ятну дошку академіку Ю. Делімарському, а в 2007 році — меморіальну дошку М. Грушевському на фасаді гуманітарно-педагогічного коледжу імені М. Грушевського в місті Бар.
У 2009 році по вулиці Соборній у місті Вінниці, на фасаді Торгово-промислової Палати було урочисто відкрито дошку міністру юстиції УНР, засновнику «Просвіти», письменнику Д. Марковичу. За цю відповідальну та значиму роботу Михайла Площанського було нагороджено почесною грамотою Вінницької олбасної державної адміністрації та обласної ради.
З серпня 2014 року в смт. Рожнятів, в залах Рожнятівської центральної бібліотеки відбулася персональна виставка Михайла Площанського "У пошуках суті людського буття", що стала постійною експозицією колекційних творів Михайла Площанського, що включає в себе керамічні, скульптурні та графічні роботи митця різних років.
24 серпня 2014 року у фоє Рожнятівської селищної Ради було урочисто відкрито бюст Михайлу Грушевському — скульптурний портрет авторства Михайла Площанського. Рожнятівська громада удостоїла автора Подякою Рожнятівської селищної Ради «За вагомий особистий внесок у культурний розвиток селища та примноження історичної спадщини».
Численні доробки митець має у галузі кераміки, іконопису, графіки, монуменально-декоративного мистецтва. Його роботи зберігаються в музеях області та приватних колекціях, як в Україні, так і за кордоном.
Помер 02 вересня 2022 року у м.Вінниця.

## Нагороди
У травні 2017 року Михайла Площанського — члена Вінницького обласного товариства колишніх політичних в'язнів та репресованих — було нагороджено Почесною Грамотою Вінницької обласної державної адміністрації та обласної Ради «За багаторічну працю, активну життєву позицію та з нагоди Дня пам'яті жертв політичних репресій».
В лютому 2018 році, з нагоди 70 — річного ювілею художника, Михайла Площанського нагороджено Почесною Грамотою Вінницькоі міської Ради «За значні заслуги перед Вітчизною, багаторічний нелегкий трудовий та життєвий шлях, особистий внесок у виховання молоді на героїчних та трудових традиціях українського народу, активну життєву позицію».

## Родина
Одружений. Дружина Людмила Площанська — журналіст газети «Вінниччина», «Медицина Вінниччини», депутат Вінницької міської Ради II-го скликання (1994—1998 р.), член Національної спілки журналістів України. Доньки: Богдана Площанська (Dana Ploshchanska) — графічний дизайнер, Мирослава Площанська (Mira Ploshchanska) — художник-реставратор, іконописець.

## Галерея

#### Меморіальні барельєфи створні Площанським М. В.

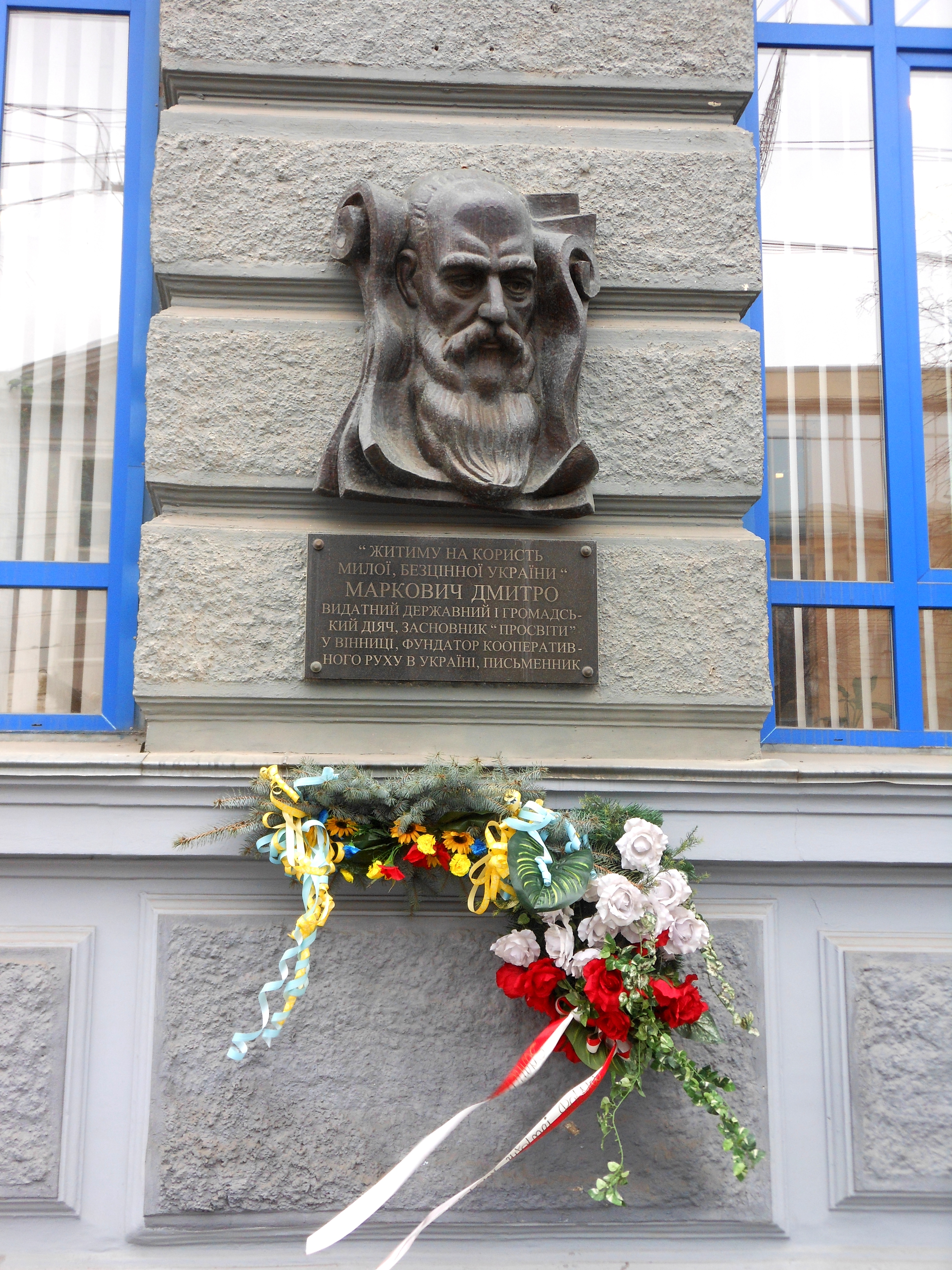
Пам'ятна стела Д. Марковичу у Вінниці
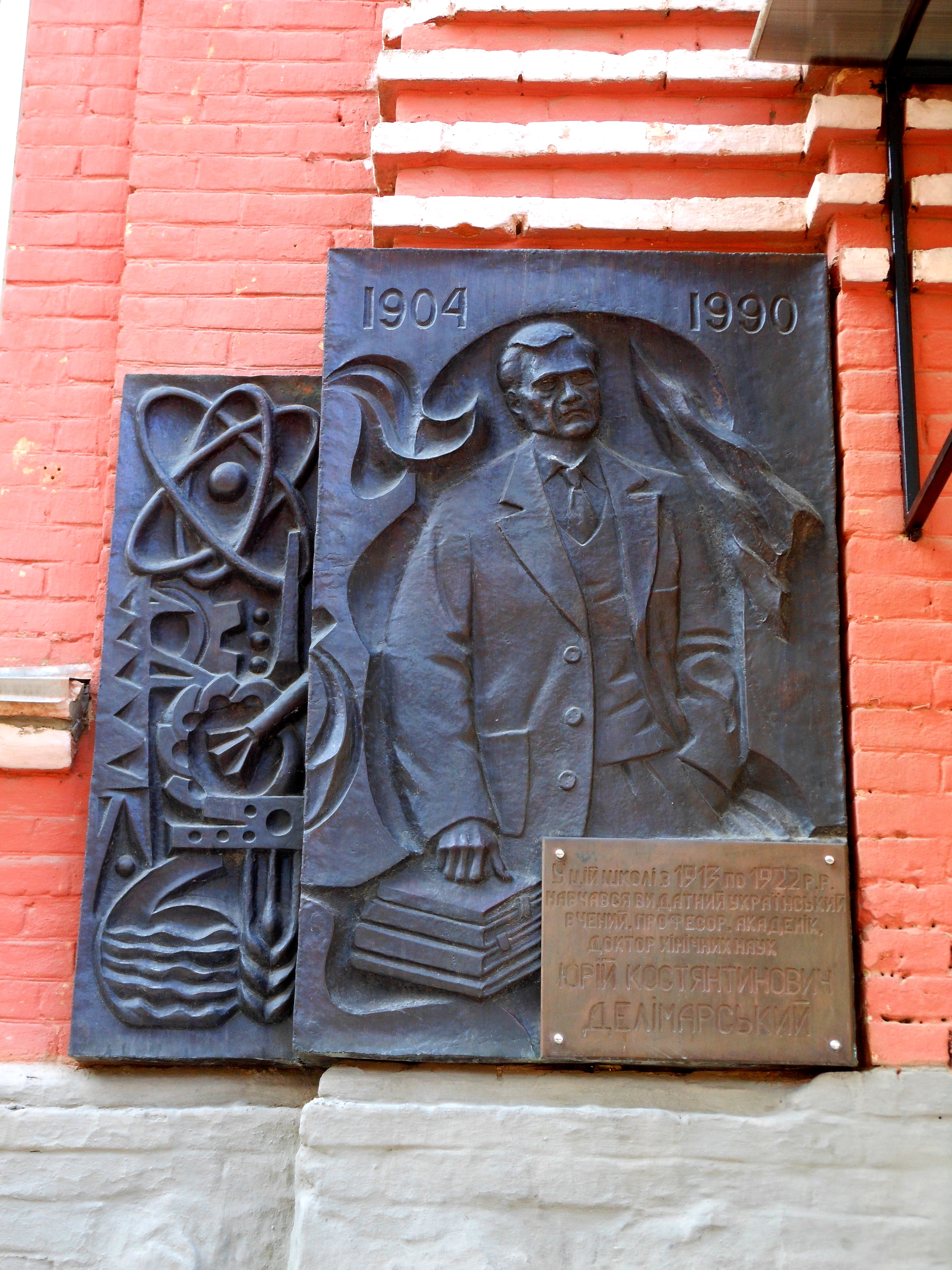
Стела з барельєфним портретом Делімарському Ю. К.
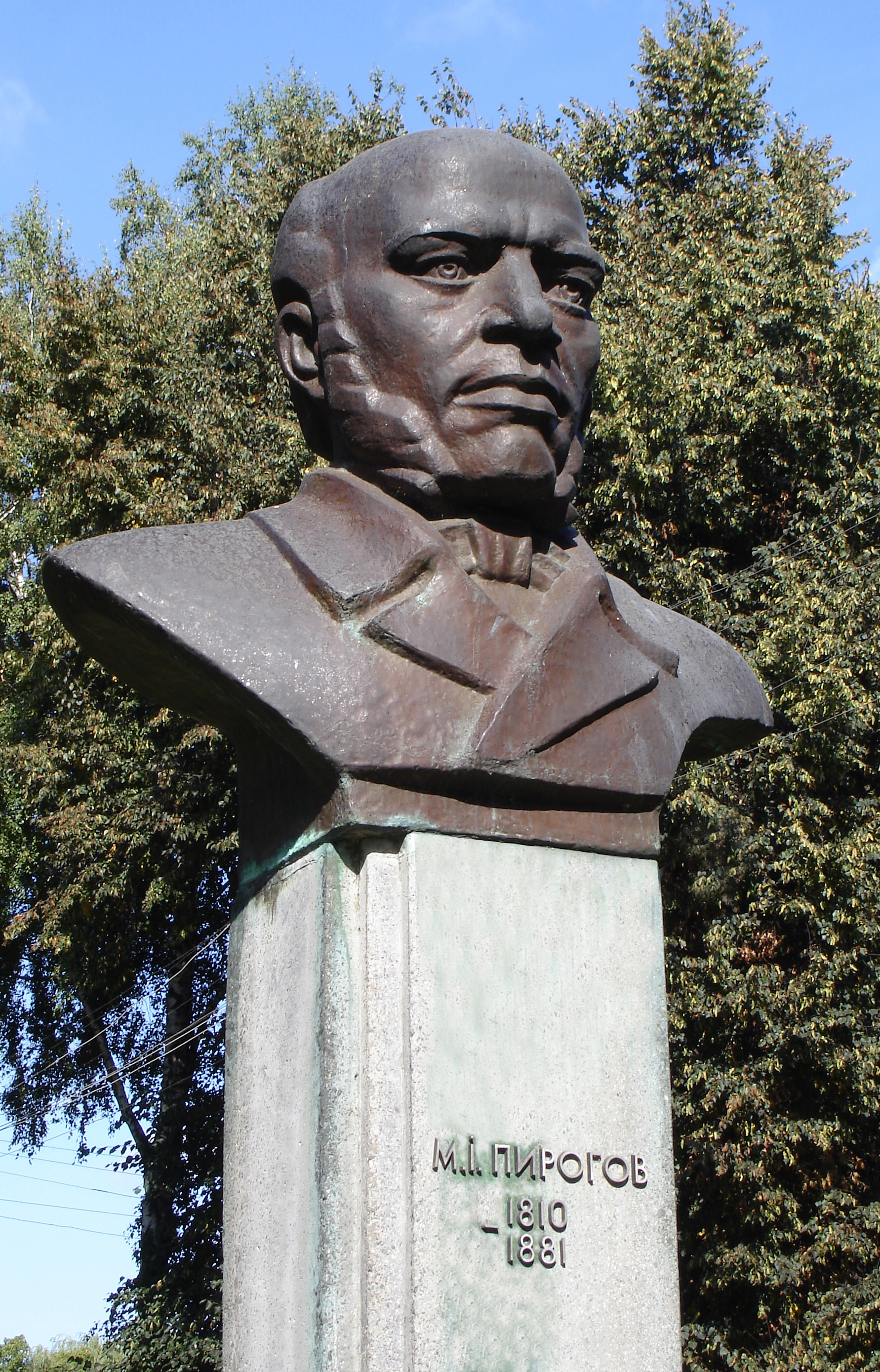
Погруддя Миколі Пирогову. смт Літин (1989рік). карбована мідь, бетон,литво. Автор Площанський Михайло
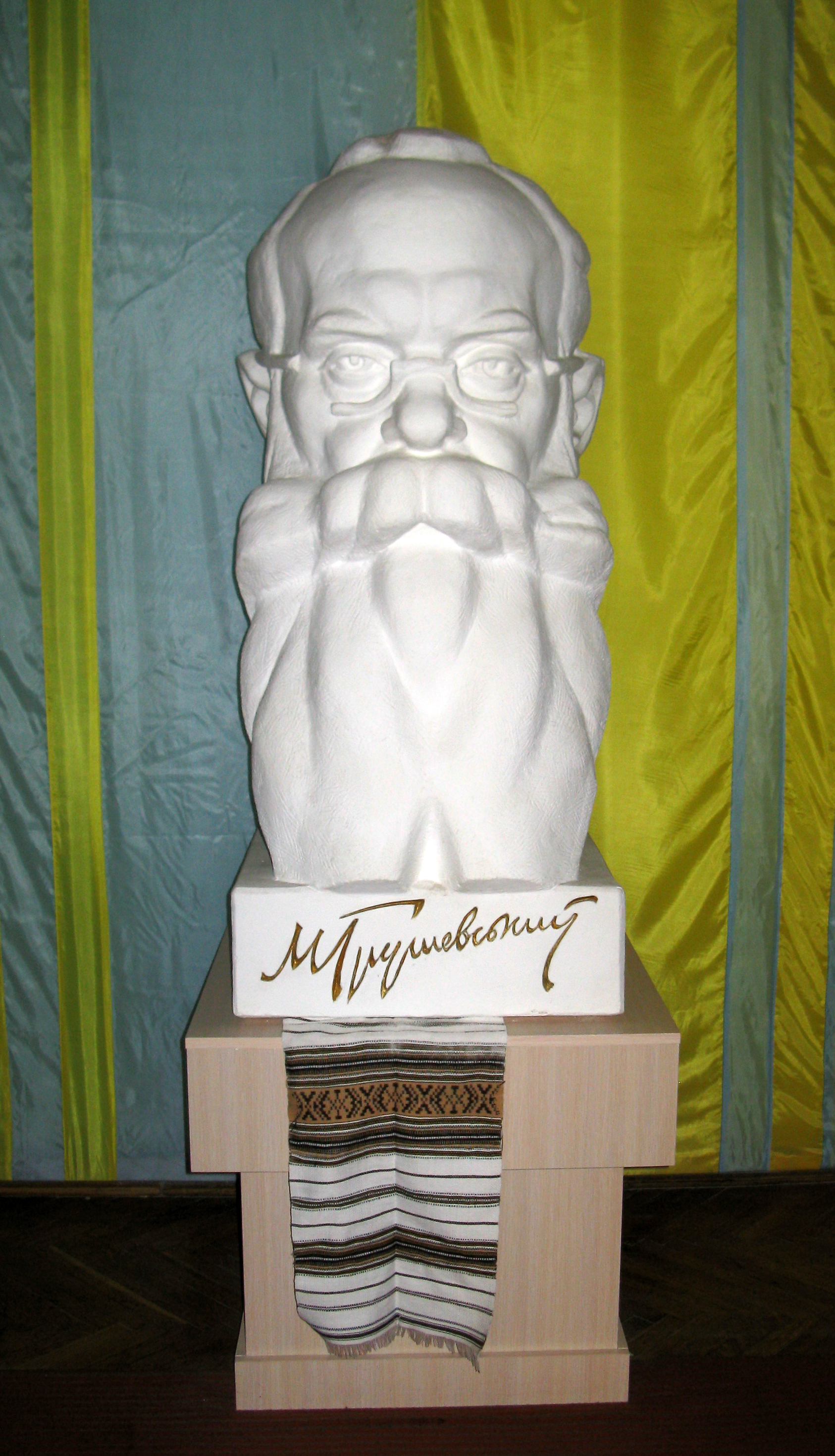
Скульптурний портрет Михайла Грушевського" (2014). Автор Площанський Михайло смт.Рожнятів Івано-Франківської олб
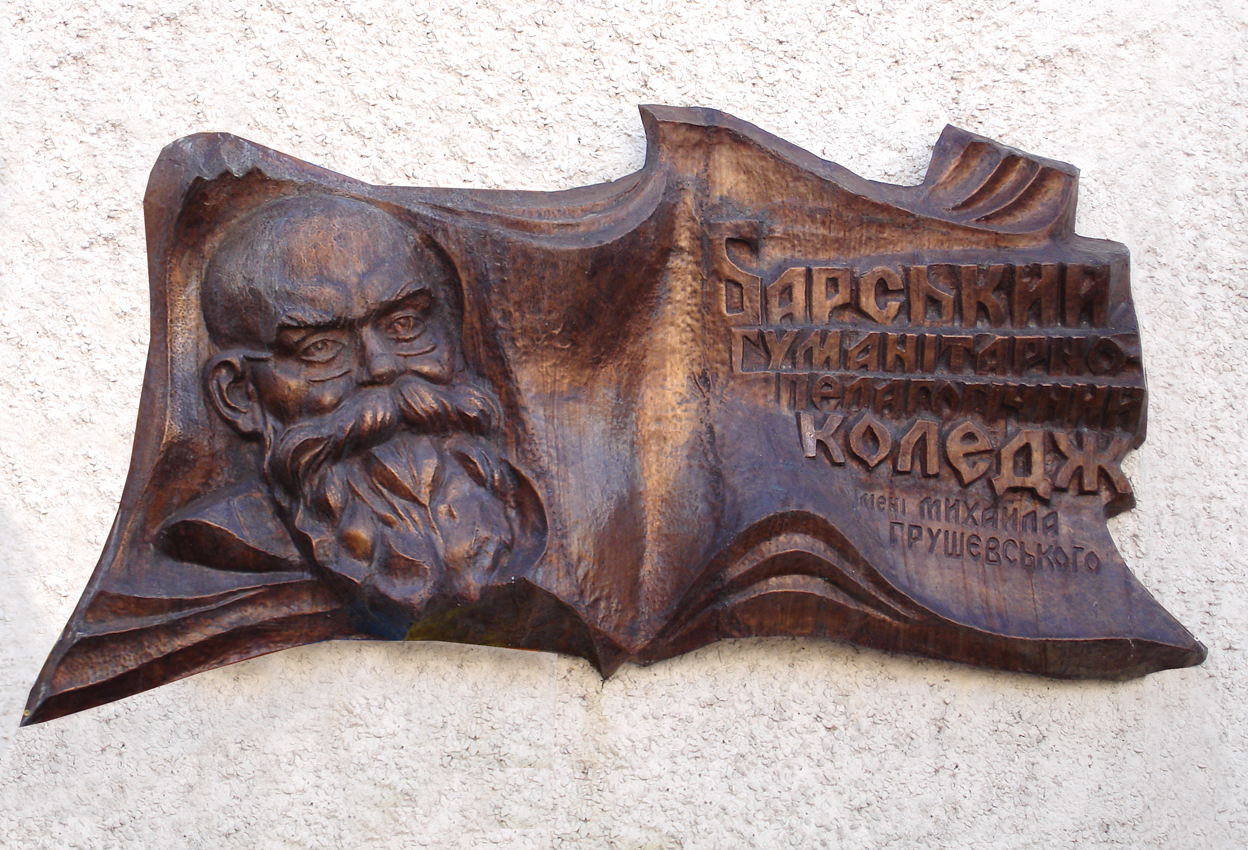
"Меморіальна дошка-вказівник-інформатор М. Грушевському ".  На фасаді  гуманітарно-педагогічного коледжу м. Бар. 2007р (карбована мідь, бетон) Автор Площанський Михайло